# 에어홍콩
에어홍콩(영어: Air HongKong, 중국어: 香港華民航空)은 1986년 12월에 설립된 홍콩의 화물 항공사로 허브 공항은 홍콩 첵랍콕 국제공항으로 계열사는 홍콩의 최대 항공사인 캐세이퍼시픽 항공이 있다.

## 역사
1986년 로저 왈먼(영어: Roger Walman) 등 세 명의 지역 사업가에 의해 설립했고 1988년 보잉 707 항공기를 도입하고 전세기 서비스를 시작했다. 1994년 홍콩의 최대 민간 항공회사인 캐세이퍼시픽 항공이 홍콩항공의 지분 75%를 인수했다. 이 때부터 캐세이퍼시픽 항공과 화물 운송을 전담하는 자회사가 됐다. 2002년 캐세이퍼시픽 항공은 나머지 지분 25%를 인수해 완전히 자회사로 편입했다. 이듬에 노선을 재조정하면서 브뤼셀, 맨체스터, 두바이 노선을 취소하고 오사카와 서울 등 아시아 지역 화물 운송에 집중하기 시작했다. 브뤼셀과 맨체스터 노선은 자회사인 캐세이퍼시픽 항공으로 넘어갔다. 같은 해 세계적인 물류 기업 DHL과 제휴해 에어홍콩을 두 회사의 합작 법인으로 변경되었다. DHL이 지분 30%를 인수했다. 이때부터 취항지를 DHL의 네트워크 위주로 재편했다. DHL과 제휴로 화물 운송량이 늘어나자 2003년 최신형 화물 전용기인 에어버스 A300-600F 6대를 도입했다. 같은 해 캐세이퍼시픽 항공이 지분 10%를 추가로 DHL에 매각했다. 2004년과 2006년에 8대의 에어버스 A300-600F 항공기를 추가로 들여왔다. 2017년 캐세이퍼시픽은 DHL의 지분을 다시 가져올 것이라고 발표했다.

## 보유 기종
- 2025년 6월 기준으로 에어홍콩은 다음과 같은 기종을 보유하고 있으며 평균 기령은 13.2년이다.[2][3]

## 사진

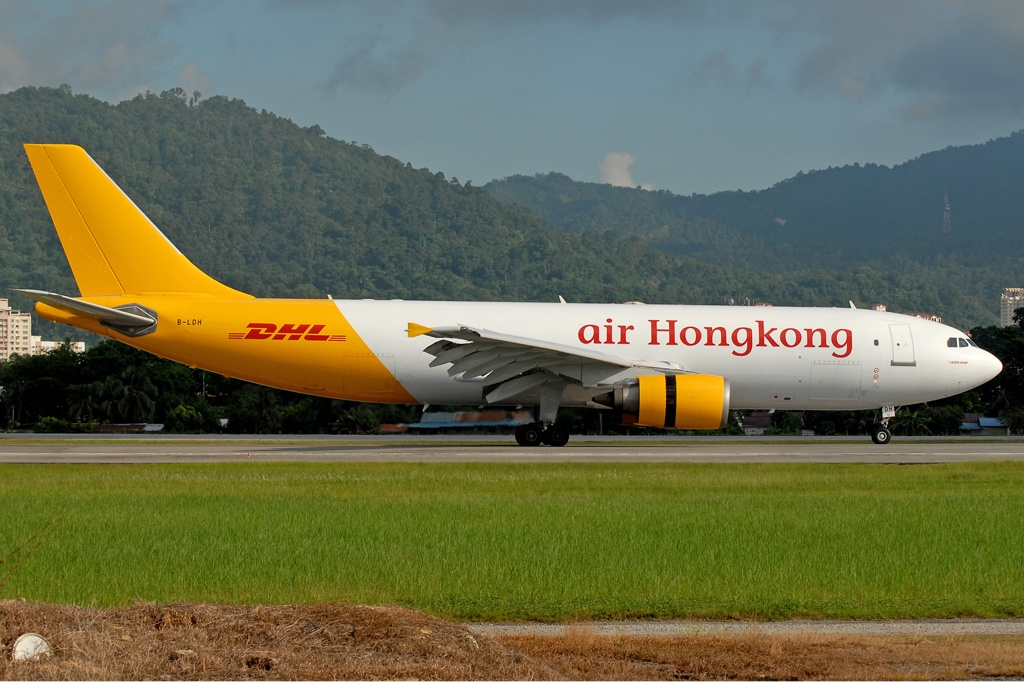
에어홍콩의 에어버스 A300-600F(퇴역)
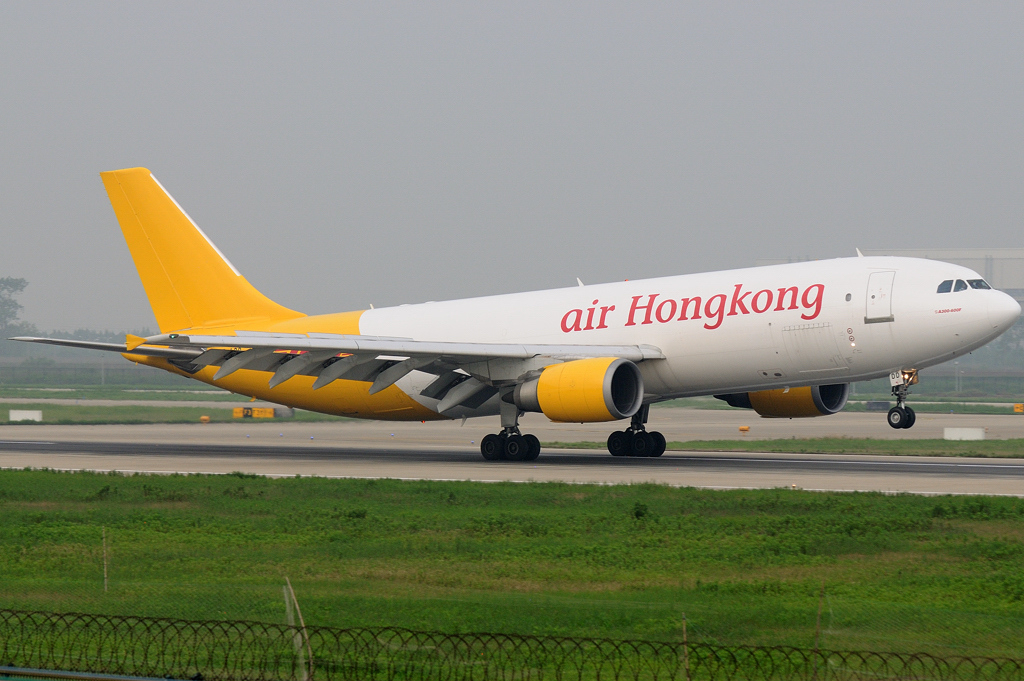
에어홍콩의 에어버스 A300-600F(퇴역)